# Природен парк
Природният парк е вид защитена територия. Целта на създаването на природните паркове е да се осигури дългосрочна защита на естествените екосистеми на неговата територия, като едновременно поддържа дейности като туризъм, земеделие, които да не замърсяват околната среда. Основният стремеж в този вид защитена територия е постигане на устойчиво развитие.
В различните държави природните паркове имат различно определение и попадат в различни категории на защитени територии според Международния съюз за защита на природата (IUCN). В България природните паркове попадат в категория V – защитен ландшафт/акватория.
В природните паркове се спазват по-леки режими на защита в сравнение с националните паркове. Според българското законодателство основната разлика между природен парк и национален парк е в това, че цялата територия на националния парк е държавна собственост и в него не са включени селища. В природния парк не е задължително собствеността да е държавна и включването на селища към територията му са позволени.

## Дейности
Според Закона за защитените територии в България в природните паркове са забранени следните дейности:
- строителство, което не е разрешено със заповедта за обявяване на парка и плана за управление;
- добив на полезни изкопаеми по открит способ;
- събиране на редки, ендемитни, реликтни и защитени видове, освен за научни цели;
- събиране на вкаменелости и минерали, увреждане на скални образувания;
- внасяне на неприсъщи за района растителни и животински видове и др.

## Международни природни паркове
Първият международен природен парк в Европа е днешният национален парк Пиенини е основан през 1932 г. съвместно от Полша и Словакия. Те биват два вида:
- Европейски природни паркове: Трансграничните планове и проекти се изпълняват под чадъра на Europarc.

- Мрежа на защитени територии от паркове (PANPark), сертификация от инициативата на WWF, която има за цел да съчетае опазването на пустинята с туризмат Полша и Словакия през 1932 г.

## Природни паркове по страни

### Австрия
В Австрия има 47 природни парка с обща площ около 500 000 ха. Те са домакин на близо 20 милиона посетители годишно. Определението за „природен парк“ се присъжда от съответните правителства на държавата. За постигането на тази награда трябва да бъдат изпълнени четирите стълба на природен парк: опазване, отдих, образование и регионално развитие.

#### Асоциация на австрийските природни паркове (VNÖ)
През 1995 г. всички австрийски природни паркове се съгласиха да бъдат представлявани от Асоциацията на австрийските природни паркове (Verband der Naturparke Österreichs) или VNÖ.
Австрийските природни паркове са в области:
- Бургенланд
  - Geschriebenstein-Irottkö
  - Планини Landseer
  - Raab Őrség-Горичко
  - Weinidylle
  - Нойсидлер Зее-планините Лайта
  - Розалия-Когелберг
- Каринтия
  - Dobratsch
  - Вайсензее
- Долна Австрия:
  - Blockheide-Eibenstein Gmund
  - Бухенберг-Вайдхофен ан дер Ипс
  - Доберсберг-Тайатал
  - Eichenhain bei Klosterneuburg
  - Айзенварцен NÖ
  - Фалкенщайн
  - Föhrenberge Mödling
  - Герас
  - Heidenreichsteiner Moor
  - Hochmoor Schrems
  - Природен парк Хохе Ванд
  - Jauerling-Вахау
  - Kamptal-Шьонберг
  - Leiser Berge
  - Mannersdorf Desert
  - Нордвалд Бад-Гроспертхолц
- Ötscher Tormäuer
- Пуркерсдорф Сандщайн Виенски гори
- Seebenstein-Türkensturz
- Sierningtal-Flatzer Wand
- Спарбах (най-старият природен парк от 1962 г.)
- Горна Австрия:
  - Mühlviertel
  - Obst-Hügel-Land
- Залцбург
  - Buchberg
  - Ридингтал в Зедерхаус
  - Вайсбах близо до Лофер
- Щирия:
  - Almenland
  - Мюрцер Оберланд
  - Sölktäler
  - Steirische Eisenwurzen
  - Долина Pöllauer
  - Südsteirisches Weinland
  - Zirbitzkogel-Grebenzen
- Тирол
  - Алпийски парк Карвендел
  - Каунерграт (Pitztal-Kaunertal)
  - Тиролски парк Лехтал
  - Цилерталски Алпи
  - Ецтал
  - Форарлберг
  - Биосферен парк

Грос-Валцертал
- - Nagelfluhkette
  - Констанцко езеро

### Белгия
В Белгия парковете са разпределени в две различни структури. Едната е във Фландрия с името Регионал Ландшаппен, а другата е във Валония наречена Нейчър паркс. Като брой парковете във Фландрия са 17 регионални,а в Валония са 9 на брой.
- Fédération des Parcs naturels de Wallonie

- Regionale Landschappen

### Хърватия
В Хърватия природните паркове са общо осем национални и 12 природни. Под държавна защита попадат следните:
- Биоково
- Копачки рит
- Лонско поле
- Медвеница
- Папук
- Телашчица
- Учка
- Велебит
- Вранско езеро
- Žumberak-Samoborsko gorje
- Ластово
- Природен парк Завратница

### Чехия
В Чехия природен парк (Přírodní Park) е голяма площ, осигуряваща защитата на ландшафта от дейности, които биха могли да намалят неговата естествена и естетическа стойност. Те могат да бъдат създадени от всеки държавен орган по опазване на околната среда. В Чехия националните паркове са 4, а природните са 26 на брой.
Национални паркове:
- Кърконоше
- Подий
- Шумава
- Парк Чешка Швейцария

Природни паркове:
- Чешки рай
- Моравски карст
- Шумава
- Изерски хори
- Есеники
- Орлике хори
- Здраске върши
- Чешки карст
- Лабске писковче
- Бескиди
- Славковски лес
- Чешко средогорие
- Кокоринско-мачувски край
- Лужички гори
- Палава
- Кривоклатски парк
- Требонски парк
- Бели Карпати
- Бланик
- Блански лес
- Литовелско поморавие
- Броумовско поморавие
- Поодри
- Железни хори
- Горна палатинска гора
- Бърди
- Новохрадске хори
- Средни поохри